# Schnellboote der Reichs- und Kriegsmarine

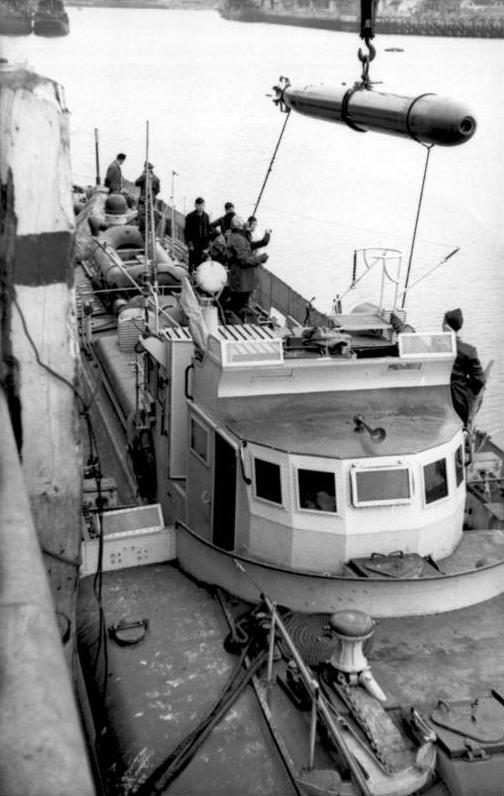
Schnellboot S 38 beim Laden von Torpedos

Die Schnellboote der Reichs- und Kriegsmarine waren eine Anzahl verschiedener in den 1920er bis 1940er Jahren in Deutschland entwickelter kleiner Kriegsschiffe. Während des Zweiten Weltkriegs wurden sie durch einige erbeutete Fahrzeuge ergänzt.
Die Bezeichnung Schnellboot wurde erst mit den Bauserien ab 1930 als sogenanntes S-Boot eingeführt. Diese Boote erhielten auch die Baubezeichnung Motor-Torpedoboot.

## Entwicklung

### Vorentwicklungen bis 1930
Der Aufbau der Schnellbootwaffe begann mit der Bestellung einiger Versuchsboote ab dem Jahr 1925, die zunächst als U-Boot-Zerstörer (U Z) klassifiziert waren.
Diese Boote waren u. a. bereits zwischen 1917 und 1919 als LM 16 (Luftschiff-Motoren), LM 20 bis LM 23, LM 27, LM 28 und Lüsi 1 (Lürssen-Siemens) gebaut. Zusätzlich kamen drei Boote hinzu, welche zwischen 1925 und 1928 als Versuchsboote gefertigt wurden. Die Klasse der LM-Boote wurden als schnelle Torpedo-Motorboote bezeichnet. Die Boote wurden teilweise noch während des Ersten Weltkriegs umgebaut und dann nach dem Krieg zum Schein verkauft. Sie erhielten zivile Namen, wurden teilweise umgebaut und gingen 1925/1926 größtenteils an die Reichsmarine. Hier wurden sie umgebaut und erhielten 1930 ihren Namen mit der U Z (S)-Bezeichnung. Diese Beschaffungsprojekte fielen in eine Grauzone der Beschränkungen des Versailler Vertrages, der diese Kategorie von Kriegsschiffen nicht erwähnte. Aber bereits im Ersten Weltkrieg waren 1916/17 unter dem Namen U-Boot-Zerstörer Schnellboote, u. a. durch die Oertz-Werft, gebaut worden.
Mitte April 1929 wurden unter dem sogenannten Ostseesperrverband 13 alte Minenräumboote und 11 sogenannte „Bewachungsfahrzeuge“, die sieben ehemalige LM-Boote, zusammengefasst. Die als „Bewachungsfahrzeuge“ getarnten Boote erhielten die Bezeichnung U Z (S) (U-Bootzerstörer [Schnellboot]). Hinzu kamen noch die drei zwischen 1925 und 1928 hergestellten Boote und Lüsi 1, sodass elf Boote U Z (S) 11 bis U Z (S) 21 im Verband zusammenkamen.

### Bauserien ab 1930

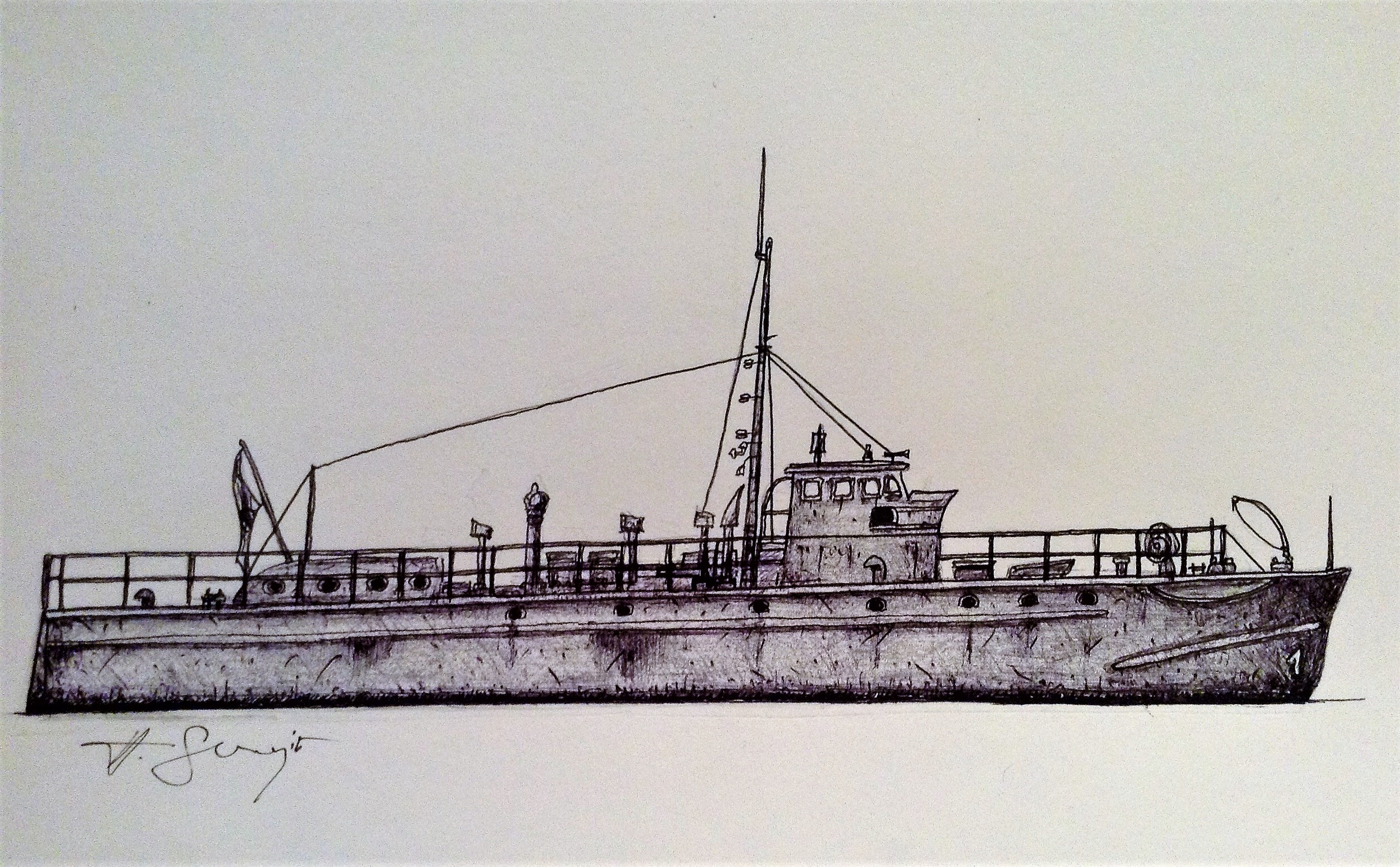
Zeichnung von Schnellboot S 1

#### S 1undS 2bisS 5

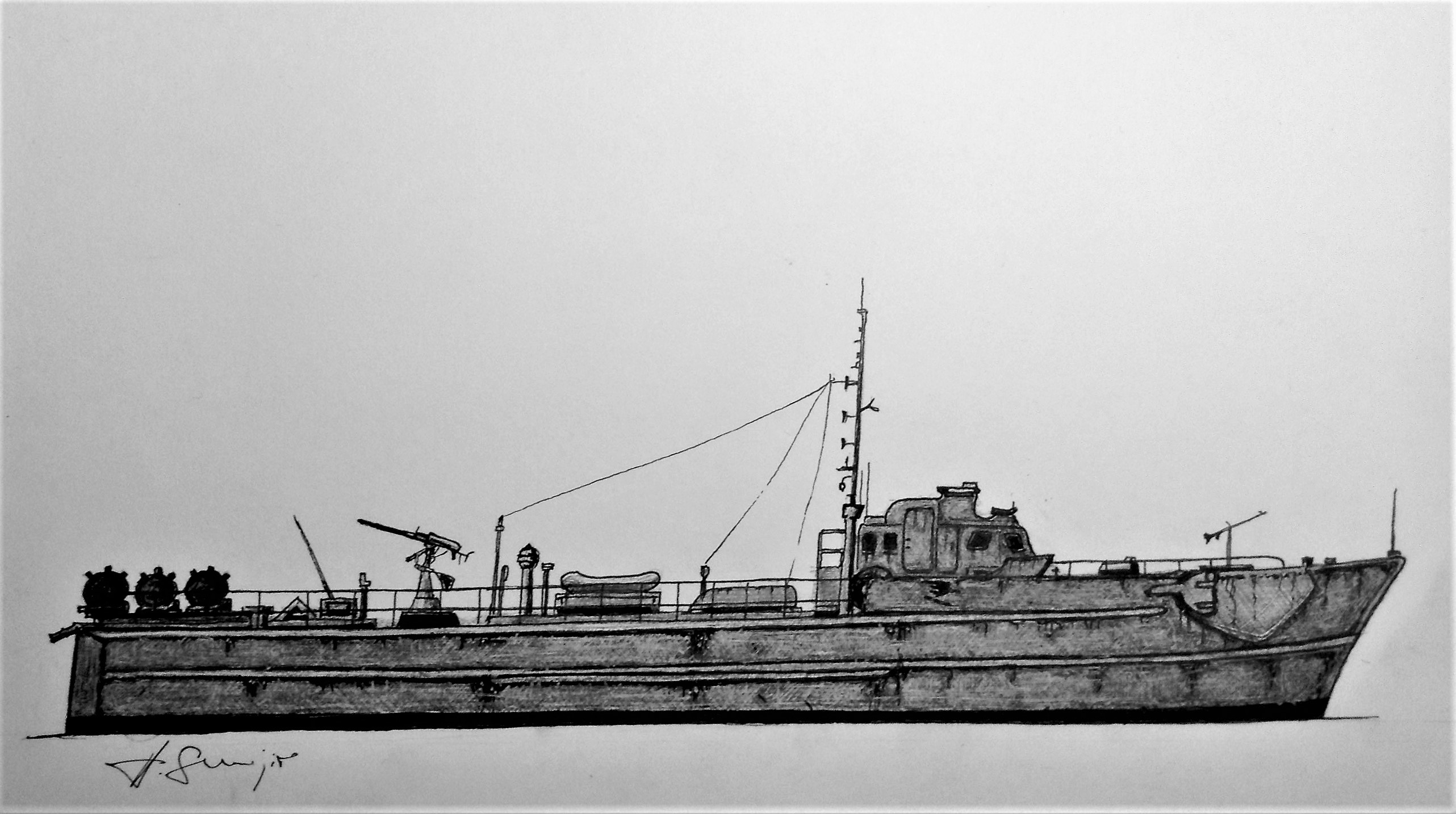
Zeichnung von Schnellboot S 26

1930 konstruierte Otto Lürssen (1880–1932), Sohn des Firmengründers und Inhaber der Fr. Lürssen Werft in Bremen, das erste Schnellboot für die Reichsmarine, welches als Verdränger mit einer Mahagoniebeplankung auf Aluminiumspanten entwickelt wurde. Dieses zur Tarnung bis 1932 UZ(S) 16 genannte Schnellboot wurde Ende März 1931 in Wachboot W 1 umbenannt und erhielt ab Mitte März 1932 den Namen Schnellboot S 1. Es war mit Benzinmotoren ausgestattet, erreichte eine Geschwindigkeit von 34 kn und wurde im August 1930 in Dienst gestellt. Benzinmotoren waren anfällig für Explosionen, wurde aber auch bei den folgenden Schnellbooten S 2 bis S 5, welche von April bis Juli 1932 in den Dienst gestellt wurden, weiterhin, nur mit höherer Leistung und damit länger, verbaut. Zusätzlicher Nachteil war der hohe Kraftstoffverbrauch, welcher die Reichweite einschränkte. Die Serie erhielt ein geschlossenes Ruderhaus.

#### S 6bisS 13,S 14bisS 17,S 18bisS 25undS 26bisS 29

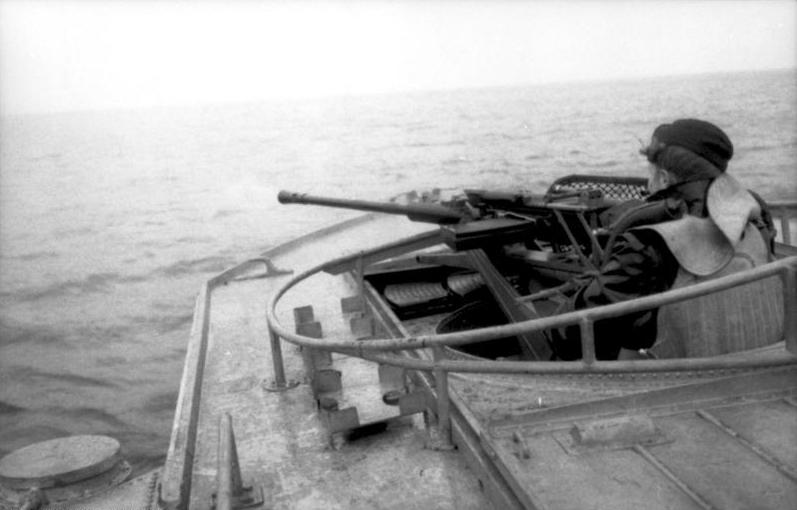
20-mm-Flak im Bug eines Schnellbootes, 1942

Erst S 6 erhielt als erstes Schnellboot der Welt einen schnelllaufenden 7-Zylinder-MAN-Dieselmotor, war länger als die Vorgängerboote und hatte den Stapellauf 1932. Auch S 7 bis S 9 wurden mit diesem Motor ausgestattet. Bei S 10 bis S 13 kam dann ein Dieselmotor von Daimler-Benz zum Einsatz. Für S 7 bis S 13 waren der Stapellauf jeweils von 1933 bis 1935 mit Indienststellung 1934 und 1935.
S 9 war das erste Schnellboot, welches bei der Kriegsmarine in Dienst gestellt wurde. Die Serie von S 10 bis S 13 entsprach was die Geschwindigkeit anbelangte aber nicht den Anforderungen, sodass 1935 der Auftrag für eine neue Serie von Schnellbooten (S 14 bis S 17) mit drei 11-Zylinder-MAN-Dieselmotoren und größeren Tanks, welches die Bootsmaße vergrößerten und die Verdrängung erhöhten, erteilt wurde. Die Bewaffnung wurde auf vier Torpedos angehoben. 1935 war der Stapellauf für S 14 und S 15 und 1936 folgten S 16 und S 17. Ende 1936 wurden die Boote S 1 bis S 6 an Spanien verkauft. Im gleichen Jahr erfolgte die Bestellung eine neue Serie abermals mit einem neuen Motor von Daimler-Benz, um noch höhere Geschwindigkeiten zu erreichen, aber basierend auf der Vorserie. Diese Schnellboote erhielten die Bezeichnungen S 18 bis S 25 und wurden 1938/39 in Dienst gestellt. 1940 folgten S 26 bis S 29, welche konstruktiv eine bessere Seegängigkeit durch höhere Back besaßen. In der höheren Back wurden die Torpedorohre integriert. Von dieser Bauserie überstand keines den Krieg.

#### S 30bisS 37
Bei Kriegsbeginn waren acht Schnellboote der kleineren Bauform der Serie S 10 bis S 13 durch die Chinesische Marine beauftragt worden. Diese kleinen Boot wurden aber aufgrund des mit Deutschland verbündeten Japans, welches sich mit China im Krieg befand, requiriert und mit der Bezeichnung S 30 bis S 37 Ende 1939 bis Mitte 1940 in der Kriegsmarine in den Dienst gestellt.

#### S 38bisS 53,S 54bisS 61undS 62bisS 100

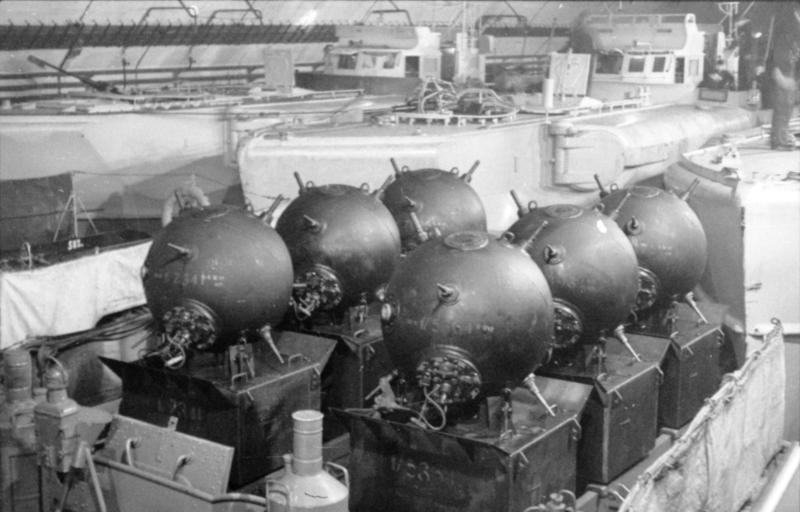
Mit sechs Ankertauminen beladenes Schnellboot im Bunker

Die Boote S 38 bis S 53 hatten den gleichen Motor wie die Vorgängerbauserie S 26 bis S 29, war aber mit einem zusätzlichen Flak-Geschütz ausgestattet. S 54 bis S 61 waren in der Bauform von S 30 bis S 37 abgeleitet und gingen Ende 1940 bis Anfang 1941 in den Dienst. S 62 bis S 100 basierte dann aber wieder auf der Bauform von S 38. S 67 erhielt versuchsweise ein gepanzertes Ruderhaus (eine mit 10 bis 12 Millimeter Wotan-Stahl gepanzerte Kalottenbrücke), welches ab S 100 standardmäßig Verwendung fand und auch bei bestehenden Booten nachgerüstet wurde. Durch die Nachrüstung einer Panzerung sank die maximale Geschwindigkeit. Dies konnte aber u. a. durch den Einbau von Turboladern kompensiert werden. Bei S 100 wurde die 20-mm-Flak achtern durch eine 40-mm-Flak ersetzt und die Geschütze erhielten Panzerschilde, um feindlichem Beschuss besser standhalten zu können. Um die Gewichtszunahme nicht zu groß werden zu lassen, wurde ein moderner Motor, welcher sogar stärker als die Vorgängerbauarten war, eingebaut.
Im Jahr 1943 wurden S 73 und S 78 an Spanien verkauft. Diese Boote blieben dort noch bis nach 1955 im Dienst.

#### S 101bisS 133undS 134bisS 150
S 101 bis S 133 wurden nach Typ S 38 nicht mehr von der Lürssen-Werft, sondern von der Schlichting-Werft gefertigt. Bis dahin waren alle Schnellboote von der Lürssen-Werft, wie auch parallel zur Fertigung der Bauserie bei Schlichting wieder S 134 bis S 150, geliefert worden. Diese Bauserien, sie basierte teilweise auf der Serie S 38 bis S 53, erhielten unterschiedliche Motoren aus der vorherigen Bauserien, wodurch sowohl die Verdrängung als auch die maximale Geschwindigkeit variierte. Die Bewaffnung dieser Bauserie wurde später durch Wasserbomben (6 Minen anstelle der zwei Ersatztorpedos im Heck) ergänzt und der Umbau der Flak achtern von 20 mm auf 40 mm erfolgte. Für die ab S 139 bis Kriegsende gebauten Boote wurde die Bauform von S 100 herangezogen.
S 124 bis S 126 und S 134 wurden 1943 an Spanien verkauft. Diese Boote blieben dort noch bis nach 1955 im Dienst.

#### S 151bisS 158

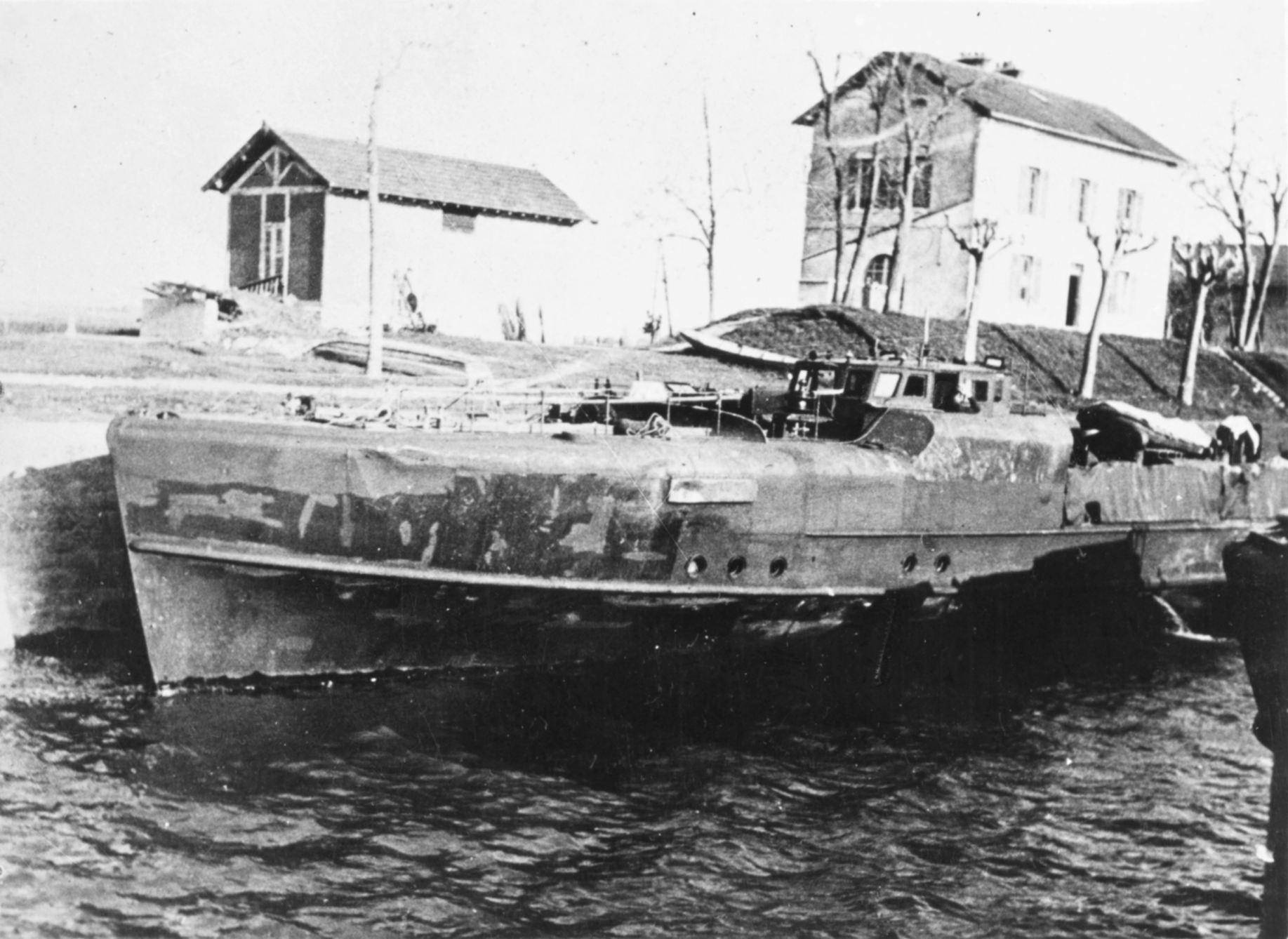
Ehemaliges niederländisches Schnellboot, 1942.

Die Nummern S 151 bis S 158 ging an Boote, welche 1940 bei der Besetzung der Niederlande den Deutschen in der Gusto-Werft (Schiedam) in die Hände gefallen waren. Die Boote wurden fertiggestellt und 1942 in Dienst gestellt.

#### S 159bisS 166
Eine bei Schlichting auf der Serie S 38 bis S 53 geplante Bauserie S 159 bis S 166 konnte durch das Kriegsende nicht fertiggestellt werden.

#### S 167bisS 186, S 187 bis S 194undS 195bisS 218
S 167 bis S 186 wurde ebenfalls bei der Lürssen-Werft gebaut, wobei S 187 bis S 194 wieder bei der Schlichting-Werft vom Stapel lief und S 195 bis S 218 wieder bei Lürssen. Die Serien basierten auf dem Typ S 100 und hatte serienmäßig das gepanzerte Ruderhaus. S 170, je nach Quellen auch S 208, erhielt versuchsweise einen neuen Motor. Die Bauserie erhielt später eine stärkere Bewaffnung und bestand aus einer 20-mm-Flak im Bug, einer 20-mm-Doppellafette mittschiffs, einer 37-mm- oder 40-mm-Flak achtern und einiger Maschinengewehre.

#### S 219bisS 300undS 301bisS 500
Die Schlichting-Werft erhielt auch den Zuschlag für den Bau der Boote S 219 bis S 300, konnte aber bis Kriegsende nur bis S 228 eine Fertigstellung erreichen. S 301 bis S 500 waren wieder bei der Lürssen-Werft eingeplant. Bis Kriegsende wurden die im Bau befindlichen Boote S 307 bis S 321 jedoch nicht fertiggestellt. Die Basis dieser beiden Bauserien war wieder der Typ S 100. Die Bewaffnung war auf sechs 30-mm-Flaks aufgerüstet worden, welche jeweils als Doppellafetten verbaut wurden.

#### S 501bisS 699

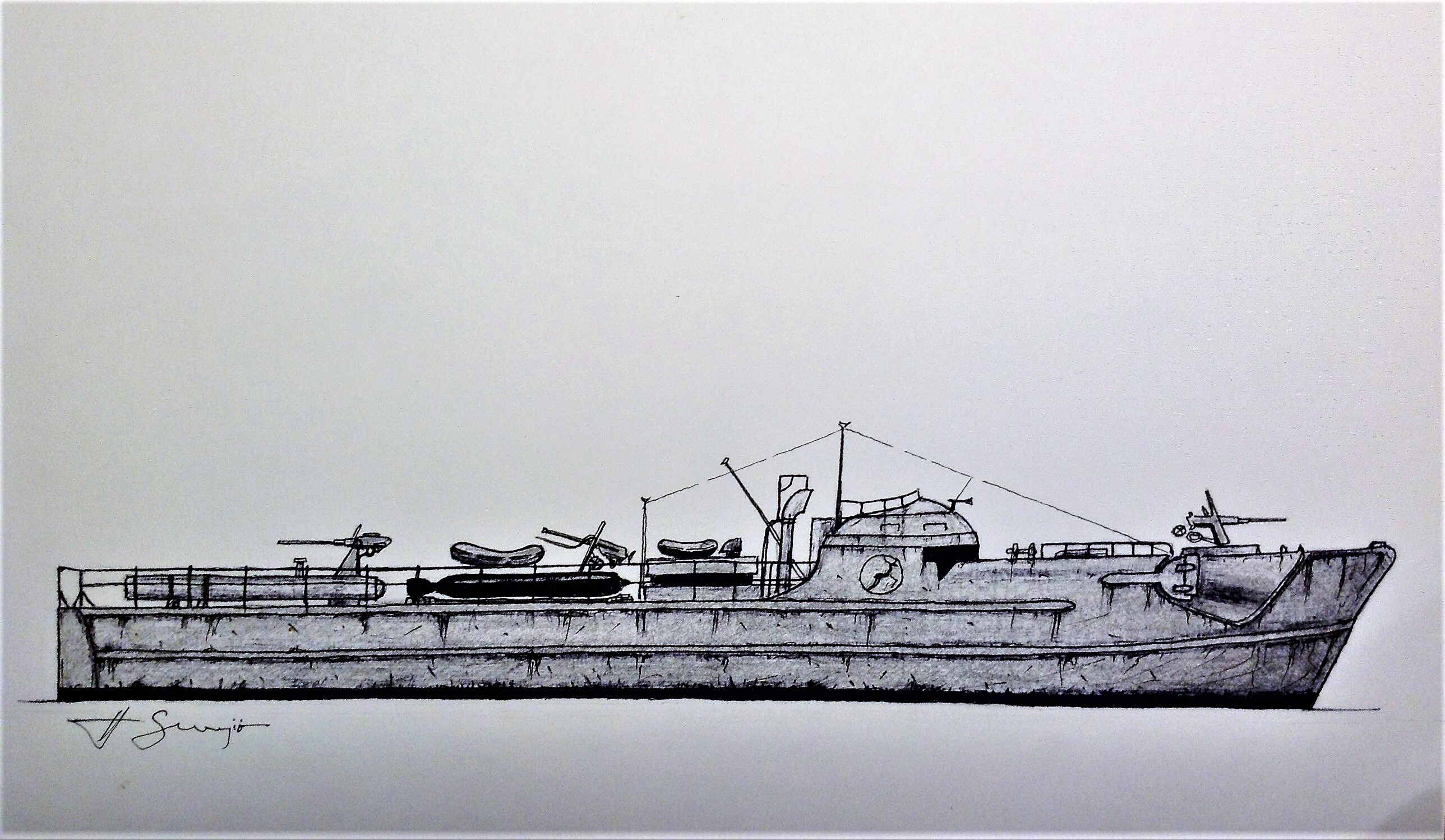
Zeichnung von Schnellboot S 701

Die Nummern S 501 bis S 699 waren für Beuteboote vorgesehen.

#### S 701bisS 800
Im Jahr 1944 ging die Fertigung des Schnellboote S 701 bis S 800 an die Danziger Waggonfabrik, wobei nur S 701 bis S 709 in Dienst gestellt werden konnte. Diese Bauserie erhielt zwei zusätzliche Torpedorohre im Heck. Geplant war die Ausrüstung mit sechs 30-mm-Flaks auf Doppellafette, wie bei der vorherigen Bauserie. Die Flaks konnten aber nicht in der erforderlichen Stückzahl geliefert werden, sodass auf eine 20-mm-Doppellafette zurückgegriffen werden musste.

#### Verbleib nach Kriegsende

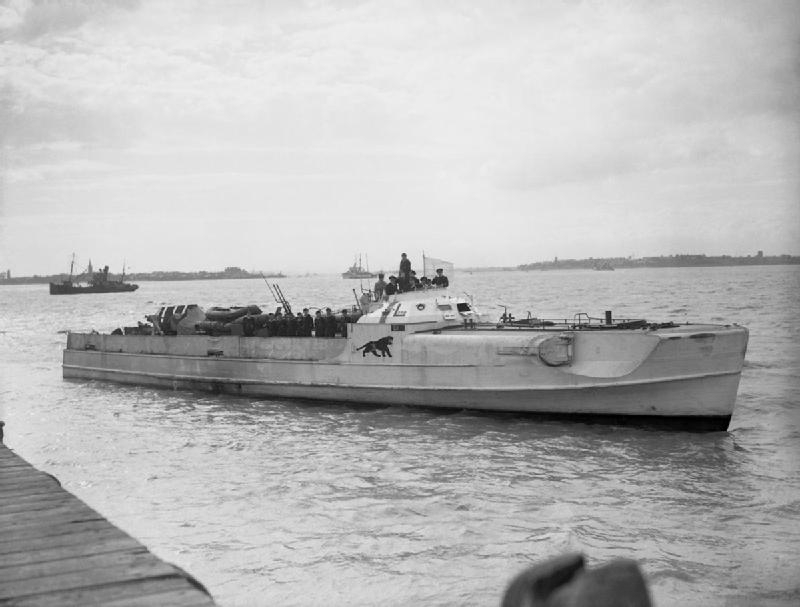
Schnellboot S 204, 13. Mai 1945, Felixstowe

Nach Kriegsende verlor Deutschland eine Vielzahl der Boote als Kriegsbeute. Etwa 28 Boote gingen an die Sowjetunion, wie z. B. S 204. Eine ähnliche Anzahl wurde an England und die USA übergeben. Die USA stellten den überwiegenden Teil der Boote Norwegen und Dänemark zur Verfügung.

### Leichte Schnellboote
1938 begann die Entwicklung von sogenannten Leichten Schnellbooten (LS) mit einer Verdrängung von ca. 11 Tonnen. Bis Kriegsende konnten 12 Boote fertiggestellt werden. Sechs Boote wurden von Frankreich nach Kriegsende fertiggestellt und der Auftrag, welcher noch 16 Boote vorsah, annulliert.

### Küstenschnellboote
Ab 1942 wurden unter der Bezeichnung KM-Boot 36 Küstenminenleger gebaut, welche ab 1944 zu sogenannten KS-Booten umgebaut wurden. Dafür erhielten die Küstenschnellboote anstelle der Minenausrüstung im Heck zwei 45,7-cm-Torpedos und eine 20-mm-Flak verbaut.

## Technische Daten der Schnellboote
| Serie                            | S 1                                                                             | S 2 bis S 5                                                  | S 6 bis S 13                                                                                 | S 14 bis S 17                                                                                      | S 18 bis S 25                                                                                      | S 26 bis S 29                                                                                      | S 30 bis S 37 und S 54 bis S 61                                                                                         | S 38 bis S 53 und S 62 bis S 99                                                                                                  | S 100 | S 101 bis S 133 | S 134 bis S 150 | S 167 bis S 186 und S 195 bis S 218                                                                                              | S 187 bis S 194 | S 219 bis S 300 (nur bis S 228)                                                          | S 301 bis S 500 (nur bis S 307)                                                          | S 701 bis S 800 (nur bis S 709)                                                                           |
| -------------------------------- | ------------------------------------------------------------------------------- | ------------------------------------------------------------ | -------------------------------------------------------------------------------------------- | -------------------------------------------------------------------------------------------------- | -------------------------------------------------------------------------------------------------- | -------------------------------------------------------------------------------------------------- | --- | --- | --- | --- | --- | --- | --- | ---------------------------------------------------------------------------------------- | ---------------------------------------------------------------------------------------- | --- |
| Abgeleitet von                   | -                                                                               | S 1                                                          | -                                                                                            | S 6 bis S 13                                                                                       | -                                                                                                  | -                                                                                                  | S 10 bis S 13 | S 26 bis S 29 | S 38 bis S 53 und S 62 bis S 99                                                                                             | S 38 bis S 53 und S 62 bis S 99                                                                                                  | S 38 bis S 53 und S 62 bis S 99 | S 100 | S 100 | S 100                                                                                    | S 100                                                                                    | S 219 bis S 228                                                                                           |
| Indienststellung                 | 1930                                                                            | 1932                                                         | 1933 bis 1935                                                                                | 1936 bis 1938                                                                                      | 1938 und 1939                                                                                      | 1940                                                                                               | 1939 und 1940, 1940 und 1941                                                                                            | 1940 und 1941, 1941 bis 1943 | 1943 | 1940 bis 1943 | 1943 | 1943 und 1944, 1944 und 1945 | 1944 | 1944 und 1945                                                                            | 1944 und 1945                                                                            | 1944 und 1945                                                                                             |
| Anzahl                           | 1                                                                               | 5                                                            | 8                                                                                            | 4                                                                                                  | 8                                                                                                  | 4                                                                                                  | 8 und 8 | 16 und 38 | 1 | 33 | 17 | 20 und 24 | 8 | 10                                                                                       | 7                                                                                        | 9 |
| Verluste                         | 0                                                                               | 0                                                            | 0                                                                                            | 2 (S 14 und S 17)                                                                                  | 1 (S 23)                                                                                           | 4                                                                                                  | 8 und 8 | 14 und 17 | 1 | 13 | min. 5 | 17 und 6 | 8 | min. 5                                                                                   | 1                                                                                        | 3 |
| Bauwerft                         | Lürssen                                                                         | Lürssen                                                      | Lürssen                                                                                      | Lürssen                                                                                            | Lürssen                                                                                            | Lürssen                                                                                            | Lürssen | Lürssen | Lürssen | Schlichting | Lürssen | Lürssen | Schlichting | Schlichting                                                                              | Lürssen                                                                                  | Danziger Waggonfabrik                                                                                     |
| Länge [m]                        | 26,8                                                                            | 27,95                                                        | 32,4                                                                                         | 34,62                                                                                              | 34,62                                                                                              | 34,94                                                                                              | 34,94 | 34,94 | 34,94 | 34,94 | 34,94 | 34,94 | 34,94 | 34,94                                                                                    | 34,94                                                                                    | 34,94 |
| Breite [m]                       | 4,2                                                                             | 4,2                                                          | 4,9                                                                                          | 5,1                                                                                                | 5,1                                                                                                | 5,1                                                                                                | 5,1 | 5,1 | 5,1 | 5,1 | 5,1 | 5,1 | 5,1 | 5,1                                                                                      | 5,1                                                                                      | 5,1 |
| Tiefgang max. [m]                | 2,44                                                                            | 2,44                                                         | 2,80                                                                                         | 2,90                                                                                               | 2,90                                                                                               | 2,90                                                                                               | 2,90 | 2,90 | 2,90 | 2,90 | 2,90 | 2,90 | 2,90 | 2,90                                                                                     | 2,90                                                                                     | 2,90 |
| Verdrängung Standard/Einsatz [t] | 39,5 / 51,6                                                                     | 46,5 / 58                                                    | 80 / 95 (S 6 bis S 9), 78 / 92 (S 7 bis S 13)                                                | 92,5 / 114                                                                                         | 92,5 / 115                                                                                         | 92,5 / 115                                                                                         | 81 / 100 (S 30 bis S 37), 82 / 102 (S 54 bis S 61)                                                                      | 92,5 / 115 | 100 / 117 | 92,5 / 115 | 92,5 / 115 (S 134 und S 135, S 137 und S 138), 100 / 117 (S 136), 100 / 115 (S 139 bis S 150)                                             | 100 / 117 (S 167 und S 170), 105 / 122 (S 171 bis S 218)                                                                         | 100 / 117 (S 167 und S 170), 105 / 122 (S 171 bis S 218)                                                                         | 107 / 124                                                                                | 107 / 124                                                                                | 107 / 124                                                                                                 |
| Antriebsart                      | Ottomotor                                                                       | Ottomotor                                                    | Dieselmotor                                                                                  | Dieselmotor                                                                                        | Dieselmotor                                                                                        | Dieselmotor                                                                                        | Dieselmotor | Dieselmotor | Dieselmotor | Dieselmotor | Dieselmotor | Dieselmotor | Dieselmotor | Dieselmotor                                                                              | Dieselmotor                                                                              | Dieselmotor                                                                                               |
| Hauptantrieb                     | 3× V-12-Daimler-Benz Typ Bfz mit je 900 PS                                      | 3× V-12-Daimler-Benz Typ Bfz mit je 1.100 PS                 | S 6 bis S 9: 3× MAN L-7 mit je 1.320 PS S 7 bis S 13: 3× Daimler-Benz DB-502 mit je 1.320 PS | 3× MAN L-11 mit je 1.320 PS                                                                        | 3× Daimler-Benz MB-501 mit je 2.000 PS                                                             | 3× Daimler-Benz MB-501 mit je 2.000 PS                                                             | 3× Daimler-Benz DB-502 mit je 1.320 PS                                                                                  | 3× Daimler-Benz MB-501 mit je 2.000 PS                                                                                           | 3× Daimler-Benz MB-501A mit je 2.500 PS                                                                                     | 3× Daimler-Benz MB-501 mit je 2.000 PS                                                                                           | S 134 und S 135, S 137 und S 138: 3× Daimler-Benz MB-501 mit je 2.000 PS, S 136, S 139 und S 150: 3× Daimler-Benz MB-501A mit je 2.500 PS | S 167 bis S 169, S 171 und S 218: 3× Daimler-Benz MB-511 mit je 2.500 PS, S 170: 3× Daimler-Benz MB-518 mit je 3.000 PS          | S 167 bis S 169, S 171 und S 218: 3× Daimler-Benz MB-511 mit je 2.500 PS, S 170: 3× Daimler-Benz MB-518 mit je 3.000 PS          | 3× Daimler-Benz MB-511 mit je 2.500 PS                                                   | 3× Daimler-Benz MB-518 mit je 3.000 PS                                                   | 3× Daimler-Benz MB-511 mit je 2.500 PS                                                                    |
| Marschantrieb                    | 1× Maybach S-5 Motor mit 100 PS                                                 | 1× Maybach S-5 Motor mit 100 PS                              | keinen                                                                                       | keinen                                                                                             | keinen                                                                                             | keinen                                                                                             | keinen | keinen | keinen | keinen | keinen | keinen | keinen | keinen                                                                                   | keinen                                                                                   | keinen |
| Schrauben                        | 3                                                                               | 3                                                            | 3                                                                                            | 3                                                                                                  | 3                                                                                                  | 3                                                                                                  | 3 | 3 | 3 | 3 | 3 | 3 | 3 | 3                                                                                        | 3                                                                                        | 3 |
| Max. Geschwindigkeit [kn]        | 34,2                                                                            | 33,8                                                         | 35                                                                                           | 37,5                                                                                               | 39,5                                                                                               | 39,5                                                                                               | 36 | 39,5 | 42 | 38,5 | S 134 und S 135, S 137 und S 138: 38,5; S 136, S 139 und S 150: 42                                                                        | 42, S 170: 45 | 42, S 170: 45 | 42                                                                                       | 45                                                                                       | 42 |
| Reichweite [sm]                  | ca. 350 bis 580                                                                 | ca. 300 bis 580                                              | ca. 600 bis 750                                                                              | ca. 700                                                                                            | ca. 700                                                                                            | ca. 700                                                                                            | ca. 800 | ca. 700 | ca. 700 | ca. 700 | ca. 700 | ca. 700 | ca. 700 | ca. 750                                                                                  | ca. 700                                                                                  | ca. 700                                                                                                   |
| Bewaffnung                       | 2× 53,3-cm-Torpedorohre ohne Deckel; 1× 20-mm-Flugabwehrkanone (achtern); 1× MG | 2× 53,3-cm-Torpedorohre ohne Deckel; 1× 20-mm-Flak (achtern) | 2× 53,3-cm-Torpedorohre mit Deckel; 1× 20-mm-Flak (achtern)                                  | 2× 53,3-cm-Torpedorohre mit Deckel und zwei zusätzlichen Torpedos an Deck; 1× 20-mm-Flak (achtern) | 2× 53,3-cm-Torpedorohre mit Deckel und zwei zusätzlichen Torpedos an Deck; 1× 20-mm-Flak (achtern) | 2× 53,3-cm-Torpedorohre mit Deckel und zwei zusätzlichen Torpedos an Deck; 1× 20-mm-Flak (achtern) | 2× 53,3-cm-Torpedorohre mit Deckel; 1× 20-mm-Flak (achtern), einige Boote erhielten eine zweite 20 mm Flak auf der Back | 2× 53,3-cm-Torpedorohre mit Deckel und zwei zusätzlichen Torpedos an Deck; 2× 20-mm-Flak (eine davon auf der Back, eine achtern) | 2× 53,3-cm-Torpedorohre mit Deckel und zwei zusätzlichen Torpedos an Deck; 1× 20-mm-Flak (Back) und 1× 40-mm-Flak (achtern) | 2× 53,3-cm-Torpedorohre mit Deckel und zwei zusätzlichen Torpedos an Deck; 2× 20-mm-Flak (eine davon auf der Back, eine achtern) | 2× 53,3-cm-Torpedorohre mit Deckel und zwei zusätzlichen Torpedos an Deck; 2× 20-mm-Flak (eine davon auf der Back, eine achtern)          | 2× 53,3-cm-Torpedorohre mit Deckel und zwei zusätzlichen Torpedos an Deck; 2× 20-mm-Flak (eine davon auf der Back, eine achtern) | 2× 53,3-cm-Torpedorohre mit Deckel und zwei zusätzlichen Torpedos an Deck; 2× 20-mm-Flak (eine davon auf der Back, eine achtern) | 2× 53,3-cm-Torpedorohre mit Deckel und zwei zusätzlichen Torpedos an Deck; 6× 30-mm-Flak | 2× 53,3-cm-Torpedorohre mit Deckel und zwei zusätzlichen Torpedos an Deck; 6× 30-mm-Flak | 4× 53,3-cm-Torpedorohre mit Deckel im Bug und im Heck; 6× 30-mm-Flak oder 4× 30-mm-Flak und 2× 20-mm-Flak |
| Besatzung                        | 12                                                                              | 12                                                           | 18 bis 23                                                                                    | 18 bis 23                                                                                          | 20 bis 23                                                                                          | 20 bis 23                                                                                          | 24 bis 30 | 24 bis 31 | 24 bis 31 | 24 bis 31 | 24 bis 31 | 24 bis 31 | 24 bis 31 | 24 bis 31                                                                                | 24 bis 31                                                                                | 24 bis 31                                                                                                 |

Technische Daten der Bauserien aus Bauernfeind

## Dislozierung der Schnellboote (Auswahl)
S 1:

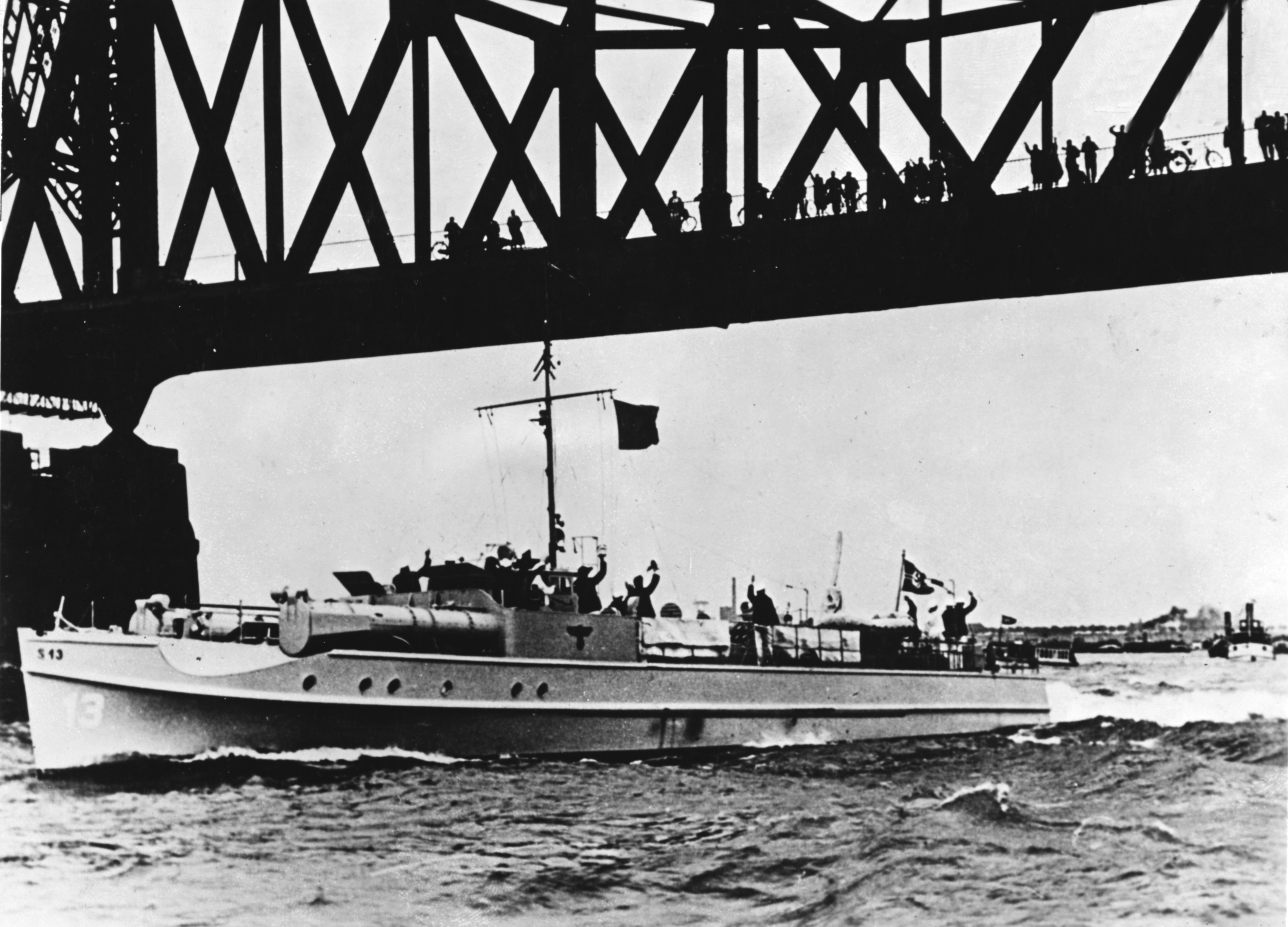
Schnellboot S 13, zwischen 1935 und 1939

- seit 1930 im Dienst bei der 1. Schnellboothalbflottille, später zur 1. Schnellboot-Flottille, 1936 mit S 2 bis S 6 an Spanien verkauft[12] und fiel 1941 in italienische Hände (wurden mit S 2 bis S 6 MAS-3D bis MAS-8D)

Serie S 2 bis S 5:
- mit der Indienststellung 1932 bei der 1. Schnellboothalbflottille, später 1. Schnellboot-Flottille, 1936 an Spanien verkauft[12]

Serie S 6 bis S 13:
- S 6 bis S 9 mit MAN-Dieselmotor:
  - S 6: mit der Indienststellung 1933 bei der 1. Schnellboothalbflottille, später 1. Schnellboot-Flottille, 1936 an Spanien verkauft und fiel 1941 in italienische Hände (wurden mit S 1 bis S 5 MAS-3D bis MAS-8D)
  - S 7 und S 8: mit der Indienststellung 1934 bei der 1. Schnellboothalbflottille, später 1. Schnellboot-Flottille, später andere Verwendungen
  - S 9: mit der Indienststellung 1935 bei der 1. Schnellboot-Flottille, Ende 1939 zur 2. Schnellboot-Flottille,[25] Mitte 1940 erst zur 3. Schnellboot-Flottille,[26] dann Ende des Jahres zur schnellen U-Jagd-Gruppe
- S 10 bis S 13 mit Daimler-Benz-Dieselmotor:
  - mit der Indienststellung 1935 bei der 1. Schnellboot-Flottille,[27] 1939 zur 2. Schnellboot-Flottille,[25] Mitte 1940 zur 3. Schnellboot-Flottille,[26] später andere Verwendungen, u. a. ab Anfang 1942 als Vorpostenboote verwendet

Serie S 14 bis S 17:
- mit der Indienststellung 1938/39 bei der 2. Schnellboot-Flottille, ab Ende 1940 bis auf S 17 (Seeschaden) zur schnellen U-Jagd-Gruppe

Serie S 18 bis S 25:
- S 18 und S 19: mit der Indienststellung 1938/39 bei der 1. Schnellboot-Flottille,[27] Mitte 1940 zur 2. Schnellboot-Flottille[25]
- S 20, S 22, S 24 und S 25: mit der Indienststellung 1938/39 bei der 1. Schnellboot-Flottille,[27] Mitte 1940 zur 4. Schnellboot-Flottille,[28] bis auf S 25 alle Anfang 1941 zur 6. Schnellboot-Flottille
- S 21 und S 23: mit der Indienststellung 1938/39 bei der 1. Schnellboot-Flottille,[27] beide Boote gingen 1940 verloren

Serie S 26 bis S 29:
- S 26: mit der Indienststellung 1940 bei der 1. Schnellboot-Flottille,[27] S 26 Mitte 1944 verloren
- S 27 bis S 29: mit der Indienststellung 1940 bei der 1. Schnellboot-Flottille,[27] Mitte 1941 zur 5. Schnellboot-Flottille[29]

Serie S 30 bis S 37 und S 54 bis S 61:
- S 30 bis S 35: mit der Indienststellung 1939/40 bei der 2. Schnellboot-Flottille, Mitte 1941 zur 3. Schnellboot-Flottille[26]
- S 36: mit der Indienststellung 1940 bei der 1. Schnellboot-Flottille,[27] dann bei der 2. Schnellboot-Flottille[25]
- S 37: mit der Indienststellung 1940 bei der 1. Schnellboot-Flottille[27]
- S 54 bis S 56 und S 58 und S 59: mit der Indienststellung 1940 bei der 1. Schnellboot-Flottille,[27] Anfang 1941 zur 3. Schnellboot-Flottille[26]

Serie S 38 bis S 53, S 62 bis S 99:
- S 38: mit der Indienststellung 1940 bei der 1. Schnellboot-Flottille und ging kurze Zeit später verloren[27]
- S 39 und S 40: mit der Indienststellung 1941 bei der 1. Schnellboot-Flottille[27]
- S 45 und S 47: im April 1941 bei der 2. Schnellboot-Flottille in Dienst gestellt, mit der Aufstellung zur 5. Schnellboot-Flottille[16]
- S 73 und S 78: 1943 Verkauf an Spanien

Serie S 101 bis S 133:
- S 101 und S 102: mit der Indienststellung 1940 bei der 1. Schnellboot-Flottille,[27] S 102 Mitte 1943 verloren
- S 103: mit der Indienststellung 1941 bei der 1. Schnellboot-Flottille[27]
- S 124, S 125, S 126 und S 127: 1943 Verkauf an Spanien
- S 130: nach 1945 an die Royal Navy, dann zur Bundesmarine und letzte bekannte erhaltene deutsche Schnellboot der Kriegsmarine[21]

S 167 bis S 186, S 187 bis S 194 und S 195 bis S 218:
- S 216 bis S 218: mit der Indienststellung 1945 bei der 1. Schnellboot-Flottille[27]

S 219 bis S 300 und S 301 bis S 500:
- S 225 und S 226: mit der Indienststellung 1945 bei der 1. Schnellboot-Flottille,[27] S 226 Mitte 1945 verloren

S 701 bis S 709:
- S 707 und S 708: mit der Indienststellung 1945 bei der 1. Schnellboot-Flottille[27]

## Ausländische Beuteboote
Beim Einmarsch in Frankreich 1940 wurden in einer Werft mehrere Schnellboote des Typs 40 K und sogenannte Wachboote beschlagnahmt und im Auftrag der Kriegsmarine weitergebaut. So konnten die 9 Boote unter der Bezeichnung SA (Schnellboot Ausland) 1941/1942 fertiggestellt werden und unterschiedlichen Hafenschutz-Flottillen zugeordnet wurden.
In Griechenland erbeuteten die Nationalsozialisten Anfang 1941 die Schnellboote T 1 und T 2 und stellen diese als SG 1 und SG 2 (Schnellboot Griechenland) in Dienst. Ab 1943 fuhren diese Boote als GA 8 und GA 9 für die Küstenschutz-Flottille Piräus und wurden Anfang 1944 bei einem feindlichen Angriff versenkt.
Insgesamt wurden vier britische Schnellboote durch die Kriegsmarine in Dienst gestellt. Drei weitere Schnellboote (MTB 5 (Motor Torpedo Boat), MTB 17 und MGB 335 (Motor Gun Boat)) waren zu stark beschädigt, um eine Wiederinbetriebnahme zu erreichen. MTB 631 wurde S 631, MGB 666 war für wenige Tage S 666, MTB 314 (ein ehemaliges amerikanisches Boot des Typs Elco 77-feet) wurde RA 10 und MTB 345 wurde SA 7.
Zusätzlich konnten mit TKA-47 und TKA-111 noch zwei russische Schnellboote erbeutet werden.